# Рубин, Владимир Ильич
Владимир Ильич Ру́бин (5 августа 1924, Москва — 27 октября 2019, там же) — советский и российский композитор. Народный артист Российской Федерации (1995).

## Биография
Владимир Рубин родился 5 августа 1924 года в Москве в семье врача Ильи Осиповича Рубина и зубного врача Розы Моисеевны Гельцер, дочери купца 1-й гильдии. Семья жила на Тверском бульваре, дом 15, кв. 4 (позже кв. 11).
В детстве занимался под руководством известного музыканта-теоретика В. А. Вахромеева; позже занимался у пианистки, ученицы А. Б. Гольденвейзера, Виктории Павловны Попандопуло, которая привела талантливого ученика к своему учителю. Был принят в Особую группу для одаренных детей (позже ЦМШ) в класс А. Б. Гольденвейзера, также занимался композицией в классе Ю. С. Бирюкова. В 1941 ушёл на фронт, где заболевает туберкулёзом брюшины. Чудом выживает. По выписки из госпиталя отправляется навестить свою мать, по пути попадая в Ташкент, где встречается с А. Б. Гольденвезером, который советует один год, для восстановления, поучиться в училище.
В консерватории познакомился с Е. И. Месснером, Е. К. Голубевым, Р. С. Буниным. Соучениками были — Б. Чайковский, Г. Галынин, К. Хачатурян, А. Холминов, А. Г. Чугаев. В 1949 году окончил МГК имени П. И. Чайковского. Его педагогами были Александр Гольденвейзер (фортепиано), Павел Ламм, Александр Гедике, Мария Неменова-Лунц (концертмейстерский класс), Николай Пейко (композиция). В течение жизни находился в дружеских отношениях со многими выдающимися личностями: с писателями и поэтами — В. Некрасовым, В. Чиндряковым, М. Зощенко, Ю. Олешей и др.; с композиторами — Е. Голубевым, Н. Пейко, Р. Буниным, П. Ламмом и др. Сотрудничал, среди прочих исполнителей, с Леонидом Екимовым.
Умер в 2019 году. Урна с прахом захоронена на Новодевичьем кладбище (участок 2, ряд 13, место 26).

## Семья
- Жена — Мария Морецовна Скуратова (10 июня 1933 — 10 сентября 2023)[4] — актриса ЦАТРА, заслуженная артистка РФ (2010), дочь антрепренёра М. М. Шлуглейта.
  - Дочь — драматург, прозаик, поэт и художник Катя Рубина[5].

## Сочинения

### Оперы
- «Три толстяка» (комическая опера) (либретто Сергея Богомазова) по роману-сказке Юрия Олеши (1956; 2-я ред. — 1966)
- «Июльское воскресенье (Севастополь, год 1942)» (музыкальная трагедия) (либретто В. Рубина; использованы проза Л. Толстого, А. Платонова, стихи А. Твардовского, тексты народных причитаний, заклинаний, частушек, подлинные письма погибших) (1970)
- «Крылатый всадник» (либретто В. Рубина и С. Богомазова) по мотивам поэзии Ф. Гарсиа Лорки (посв. «Моей жене Марии») (1980)
- «Каштанка» (либретто В. Рубина) по повести А. П. Чехова (1987)
- «Сцены из гусарской жизни» («Ночные видения») (моноопера для баса, скрипки, виолончели и фортепиано) по мотивам поэзии Дениса Давыдова (1987)
- «Альбом Алисы» (моноопера-мадригал для сопрано и камерного оркестра) (либретто В. Рубина) по мотивам произведений Л. Кэррола, стихи И. В. фон Гёте, Т. Мура, Д. Джойса, О. Э. Мандельштама, А. А. Блока (2003)

### Оратории
- «Песни ветровые» (стихи А. Блока) (посв. «Моей матери») (1960)
- «Сны революции» (стихи В. Луговского) (1964)
- «Вечерние песни» (стихи советских поэтов) (посв. «Памяти друга») (1974)
- «Сказание про бабу Катерину и сына её Георгия» (слова народные) (посв. В. Минину) (1976)
- «Алёнушкины сказки» (слова И. Бунина) (1983)
- «Песни любви и смерти» (на стихи И. Бунина, В. Ходасевича, В. Набокова, Б. Пастернака и канонические тексты)
- «Светлое Воскресение» (литургические песнопения) (1988)
- «Песнь Восхождения» (покаянные псалмы на канонические тексты)
- «Будь милостив» (на слова Н. Гоголя, Е. Баратынского, А. Блока, В. Ходасевича, А. Платонова, Н. Заболоцкого, русских солдатских песен. а также на слова из литургической поэзии) (2010)
- «Мой Китеж» (мистерия; для хора, 2 солистов и оркестра; на слова поэтов от Г. Державина до Г. Иванова) (2014)

### Кантаты
- «Простые песни» (стихи М. Карима) (1981)
- «Весна в лесу» (стихи Н. Заболоцкого) (1982—1984)

### Другие сочинения
- Вокальный цикл на стихи А. Пушкина (1950—1951)
- «Детский альбом» для фортепиано (1962)
- «Маленькая кантата» для меццо-сопрано и фортепиано на стихи А. Блока (1971)
- 7 песен на слова М. Лермонтова (1976)
- «Звезда Рождества» (концерт для сопрано, хора, арфы и флейты) (часть 2-я — на слова Б. Пастернака) (1979)
- концерт для смешанного хора на слова И. Бунина (1988)
- «Ангел Хранитель (12 видений грозного века)» — вокально-симфонический цикл на стихи Н. Бараташвили, А. Церетели, Б. Брехта, А. Блока, О. Мандельштама, В. Набокова, А. Твардовского (2007)
- 10 поэм для юношеского хора a cappella (среди них «По буквари», слова Н. Некрасова) и др.
- «Скорбные песни» — маленькая кантата для сопрано и фортепиано на стихи Ф. Тютчева, А. Ахматовой, А. Тарковского, Е. Рубиной, М. Петровых (2012)

### Музыка к радиопостановкам
- 1953 — Л. Лагин «Старик Хоттабыч»
- 1954 — Я. Дрда «Ангелы пана Громека»
- 1954 — Ю. Олеша «Три толстяка»
- 1955 — Э. Войнич «Овод»
- 1956 — А. Гайдар «Тимур и его команда»
- 1958 — И. Тургенев «Вешние воды»
- 1961 — А. Грин «Алые паруса»
- 1965 — М. Лермонтов «Тамань»
- 1969 — А. Чехов «Дом с мезонином»
- 1969—1970 — «Клуб знаменитых капитанов»
- 1975 — И. Тургенев «Ася»
- 1976 — Р. Роллан «Жан Кристоф. Детские годы»
- 1977 — М. Лермонтов «Княжна Мери»
- 1981 — М. Карим «Долгое-долгое детство»

Музыка к радиоспектаклю по повести Н. Печерского «Красный вагон». Песня на стихи Богомазова «Шёл человек в тайгу». Исполняет Владимир Трошин.

### Музыка к фильмам
- 1958 — Шли солдаты…
- 1960 — Алёшкина любовь
- 1960 — Мёртвые души
- 1964 — Ко мне, Мухтар!
- 1964 — Первый снег
- 1964 — Сказка о Мальчише-Кибальчише
- 1966 — Заблудший
- 1967 — Места тут тихие
- 1967 — Николай Бауман
- 1968 — Любовь Серафима Фролова
- 1973 — Жизнь на грешной земле
- 1973 — Райские яблочки
- 1976 — Расписание на завтра
- 1987 — Наездники (киноальманах)
- 1991 — Кровь за кровь
- 1992 — Детство Никиты; Милостивые государи

## Награды
- Государственная премия РСФСР имени М. И. Глинки (1972) — за ораторию «Июльское воскресенье»
- Заслуженный деятель искусств РСФСР (1977)
- Народный артист Российской Федерации (27 января 1995) — за большие заслуги в области искусства[1]
- Орден Почёта (2004)[6]